# Вранешич, Звонко
Звонко Георге Вранешич (хорв. Zvonko George Vranešić; род. 4 октября 1938, Загреб) — югославский и канадский шахматист; международный мастер (1969). Международный мастер ИКЧФ (1973). По профессии инженер-электрик, разработчик шахматных программ Chute (совместно с Майклом Валенти). С 1958 года проживает в г. Торонто. Профессор-эмерит Торонтского университета.

## Шахматная карьера
Чемпион Югославии среди юниоров (1957).
Участник 8-и чемпионатов Канады (1961, 1963, 1969, 1972, 1975, 1978, 1981 и 1991), завоевал 3 серебряные медали (1961, 1963, 1969) и 1 бронзовую (1991). Серебряный призёр открытого чемпионата Канады 1964 года.
Многократный чемпион провинции Онтарио и г. Торонто.
В межзональном турнире в Амстердаме (1964) — 24-е место.
В составе сборной Канады участник 5-и олимпиад (1964—1966, 1970—1972 и 1980).

## Изменения рейтинга
| Графики недоступны из-за технических проблем. См. информацию на Фабрикаторе и на mediawiki.org. |